# Municipio de Cadereyta de Montes
El municipio de Cadereyta es uno de los 18 municipios que conforman el estado de Querétaro, en México, con casi el 9.6% del territorio estatal, siendo el municipio de Jalpan de Serra el más extenso con casi el 10% del territorio estatal. Su cabecera municipal es Cadereyta.

## Escudo
Es de clase semi-partido y cortado, enmarcado simétricamente con figuras en formas de volutas y roleos. Los puntos básicos del escudo son timbre, cabeza, punta, diestra y siniestra.
Timbre
Se encuentra representado un maguey, un sol corona el escudo, en orden descendente curva sus pencas y sus raíces dan nacimiento al escudo; el maguey representa esta región, semidesértica en su mayoría.
Cabeza
Como cabeza de jefe se representa una pirámide en perspectiva y en posición simétrica y con orden de señalar la parte inferior del escudo, esta figura representa la grandeza del pasado prehispánico de Cadereyta.
Como base en cabeza de jefe y base en punta se encuentra la leyenda “CADEREYTA DE MONTES”; que corresponde a la de un grabado antiguo sobre cantera que se encuentra ubicado en el frente de la iglesia del jardín principal, de donde fueron sintetizados.
Diestra
Se encuentra en primer plano sobre un sendero un libro abierto, con la fecha de la fundación de Cadereyta y que representa la importancia de la educación como pilar del desarrollo. En segundo y tercer plano se encuentran una computadora personal y una antena parabólica que representan la tecnología al servicio del hombre y habla de un municipio actual y acorde con la evolución de la humanidad; y en un cuarto plano un cerro que corresponde en simetría al de El Pilancón.
Siniestra
Se encuentra en primer plano un alfarero torneando una vasija de barro y rodeado de más vasijas que hablan de su esfuerzo y trabajo cotidiano; representando a todos los artesanos y trabajadores que forman parte de la herencia cultural local. En segundo plano, en vista de ¾, aparece al fondo El Pilancón, antigua obra hidráulica representativa de la arquitectura de Cadereyta.
Punta
En primer plano se encuentra una familia unida caminando sobre los surcos de una milpa; a sus espaldas en la lejanía, en segundo plano, está el cerro de Mintehé que deja ver el resplandor de los rayos de un sol matutino. Esta imagen representa a las familias de un pueblo trabajador. El varón lleva un sombrero xamathí y ella viste un traje regional. Ambos, con vistas al frente, caminan hacia el futuro y comparten la responsabilidad de su familia.
Como punta de base se encuentra un cinturón, objeto representativo de las artesanías que se elaboran en el municipio

## Historia
- 1640, Se fundó la población de españoles nombrada Villa de Cadereyta.

## Geografía
Cadereyta de Montes es un municipio que se localiza al este del estado. Limita al sur con Ezequiel Montes, al norte con San Joaquín, Pinal y Peñamiller, al oeste con Colón y al este con el estado de Hidalgo. Está a una altitud promedio de 2000 m s. n. m. y tiene una extensión territorial de 1131 km². La mitad norte la ocupa la Sierra Gorda y la mitad sur la llanura. Las zonas áridas son extensas.

### Relieve
El municipio se caracteriza por ser un terreno irregular, cercano a él está conformado por Sierra Gorda, Sierra Madre Oriental, Sierra de Huimilpan . Está compuesto de valles y llanuras  que se encuentran por arriba de 1,900 m s. n. m. y son espacios ocupados por la agricultura y la ganadería que son uno de los pilares más fuertes de este municipio, al igual que también existen lomeríos o elevaciones independientes  con altitudes de hasta 2600 m de altitud oceánica.

### Hidrografía
La red hidrológica del municipio  de Cadereyta tiene pertenencia total a la vertiente del Golfo de México y este se distribuye por tres subcuencas, una de ellas es de la zona Noreste y llega hasta Extoraz, después la zona centro y sur corren hacia San Juan y por último la zona Norte llega directamente al Río Moctezuma. Es importante mencionar que la subcuenca del río San Juan abarca el altiplano del municipio de Cadereyta, en donde el valle se divide en pequeños cauces superficiales, pero estos permanecen secos la mayor parte del año.
En el municipio de Cadereyta se encuentran minas las cuales son usadas principalmente para extraer recursos minerales como el mercurio, plata y oro. También el municipio es conocido por su trabajo artesanal con los recursos que se encuentran en el lugar, tales como el mármol con el que se hacen figuras o el trabajo a menor escala de la madera la cual se extrae de las zonas boscosas.

### Flora
Entre la flora podemos encontrar una gran diversidad de especies tales como pinos, encinos, cactáceas, matorrales, helechos, palo dulce, huizaches, eucalipto, jacarandas, buganvilias, plantas domésticas, así como una gran variedad de árboles frutales como higueras, duraznos, limoneros, granados, zapote verde, algunas variedades de chile y otro tipo de pinos como oyamel, cedro blanco y madroño.

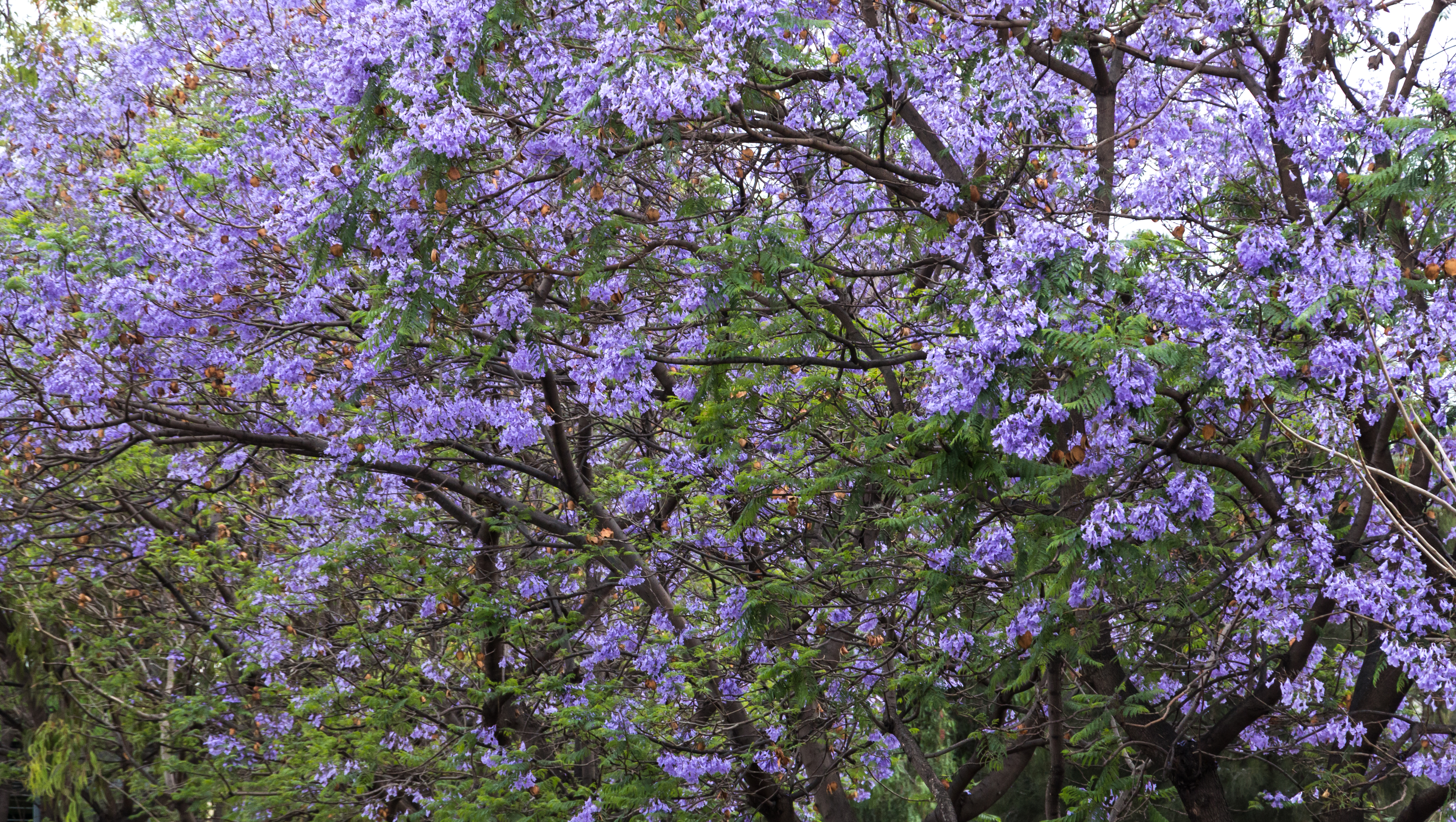
Jacaranda
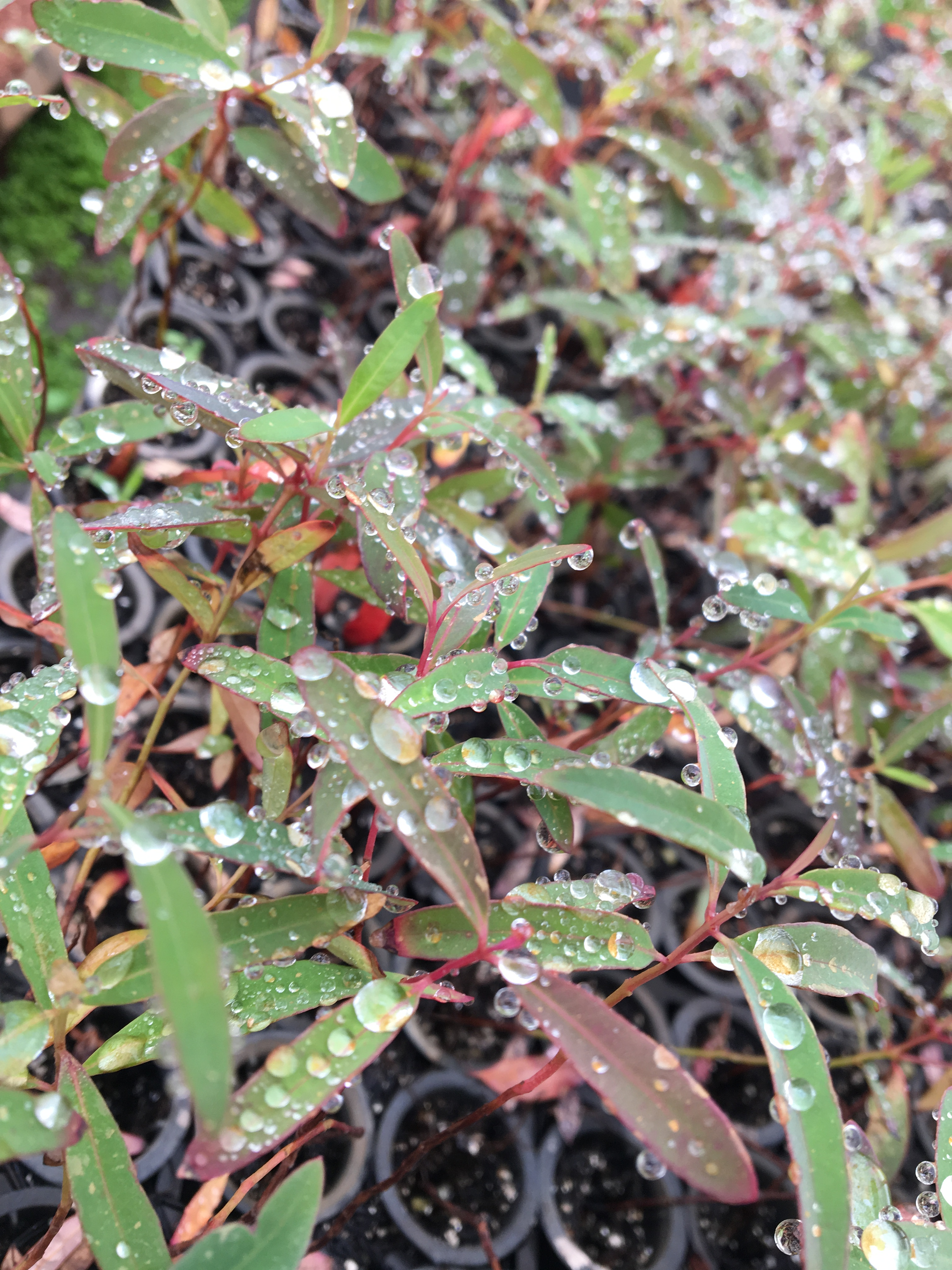
Eucalipto
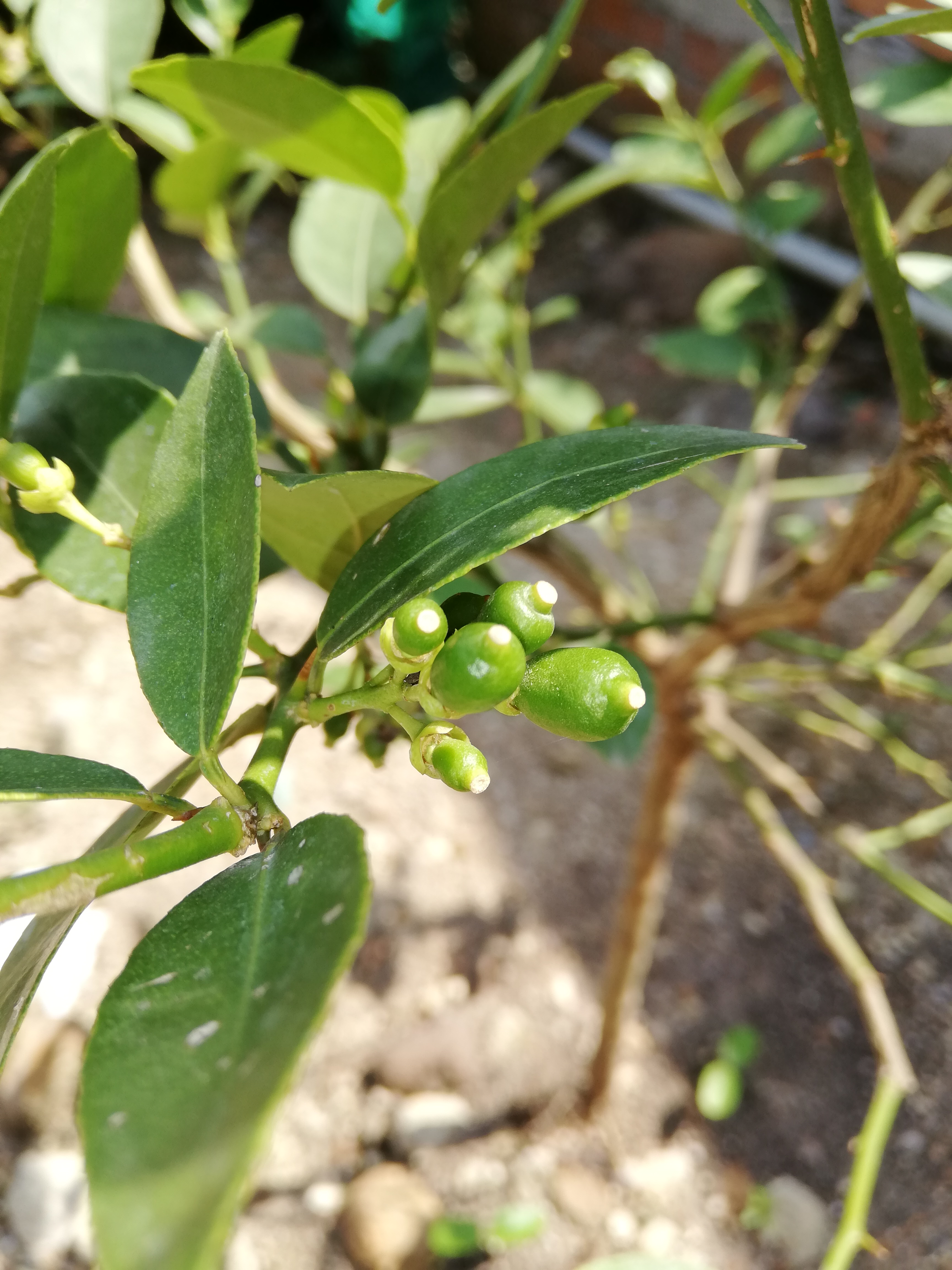
Limonero

### Fauna
Entre la fauna que compone al municipio de Cadereyta podemos encontrar variedades de mamíferos como roedores, tuzas, ratones de campo, zorrillos, conejos, ardillas, liebres, pintorrabos, tlacuaches, comadrejas, murciélagos y tejones. En tanto a los reptiles se pueden encontrar tortugas de desierto, raposas, camaleones, lagartijas, escorpiones, ajolotes y aves como el cenzontle, huitlacoche , golondrina, pájaro quinfo, águila café, zopilote, colibrí, águila gris, correcaminos, gavilán, calandria, cuervo, torcaza, dominico, cardenal, garza y calandria amarilla.

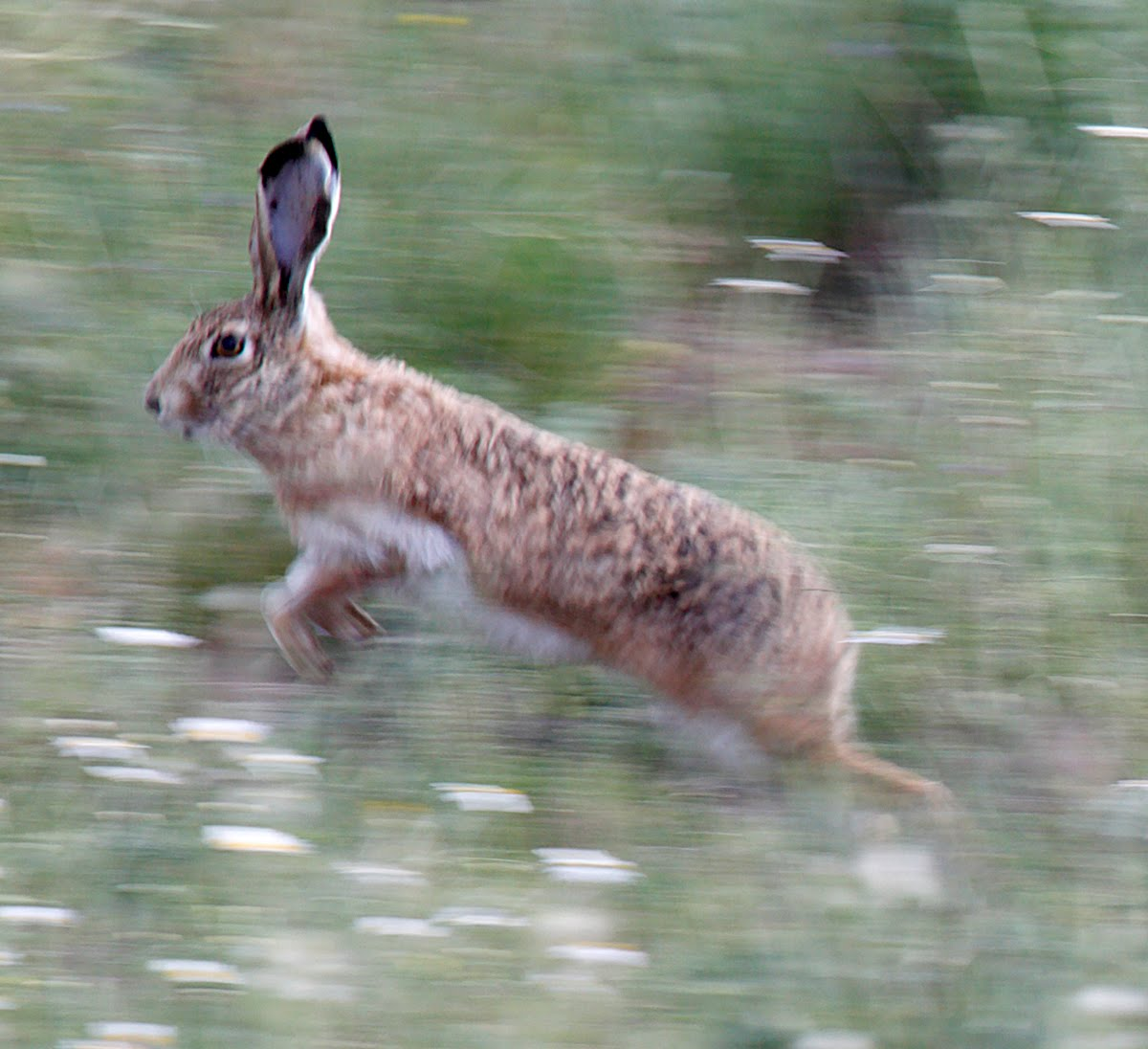
Liebre
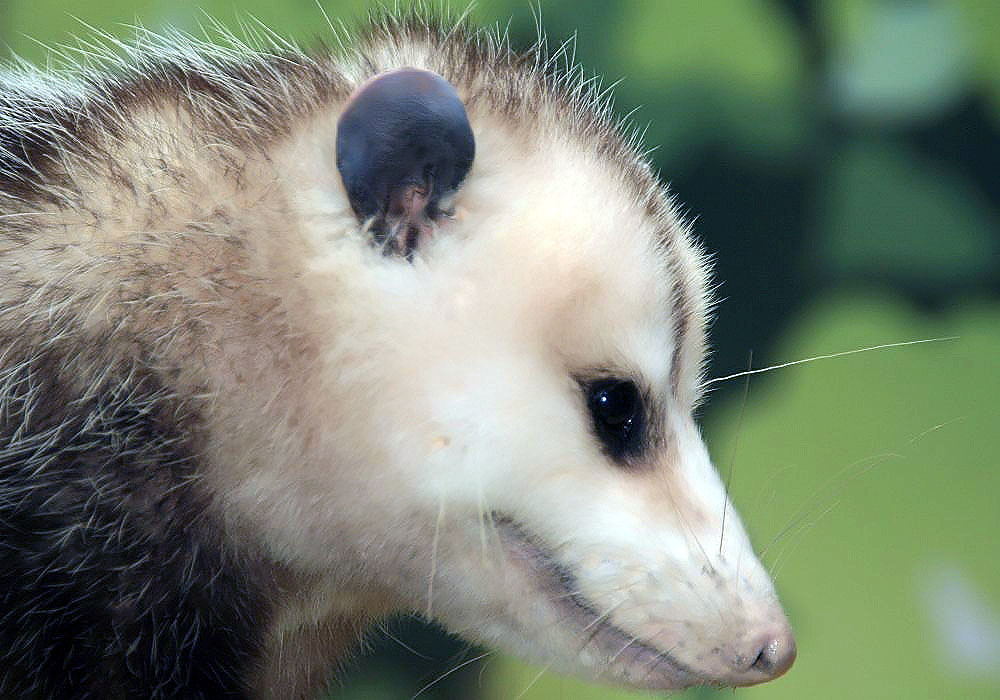
Tlacuache
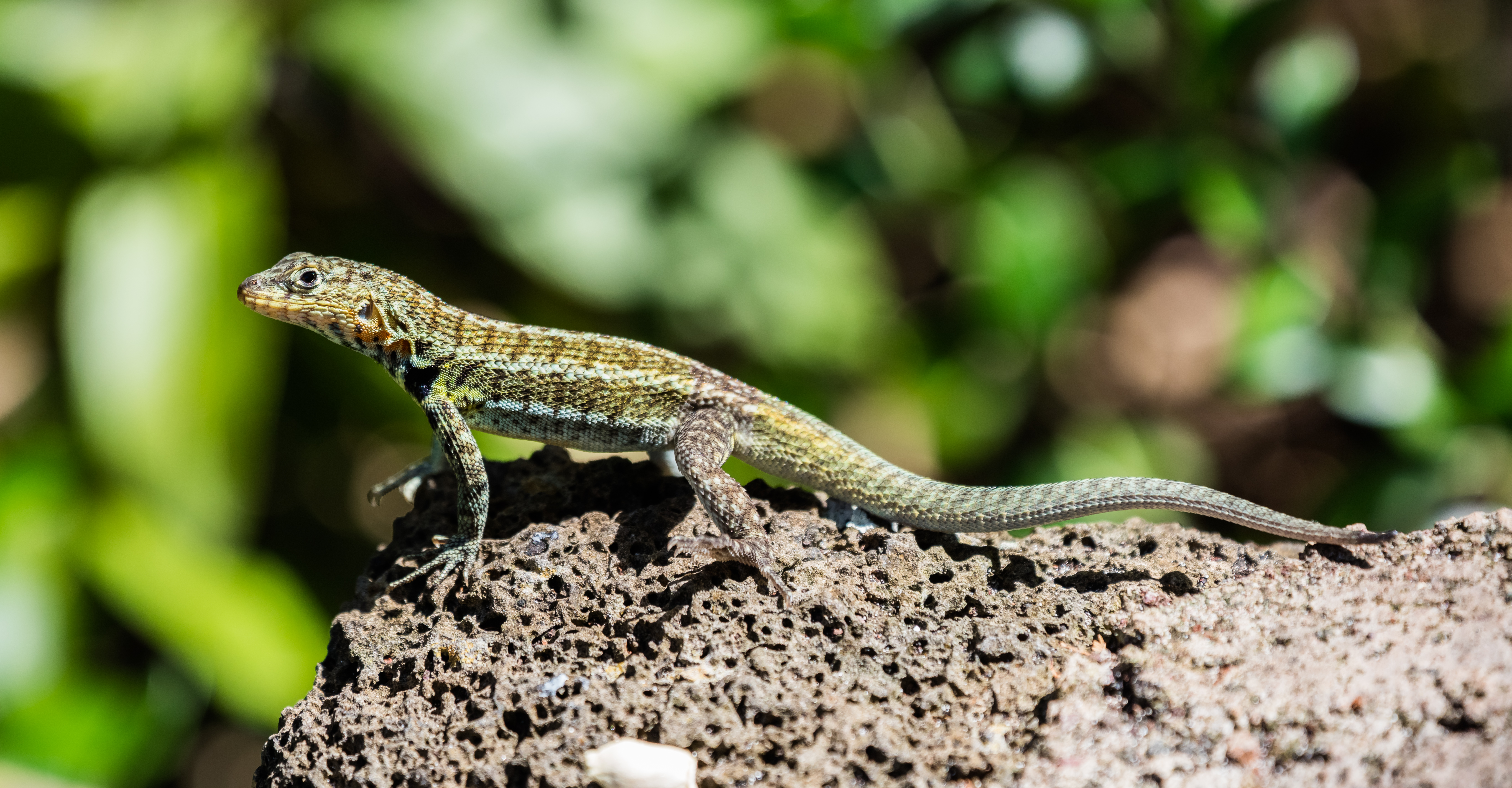
Lagartija
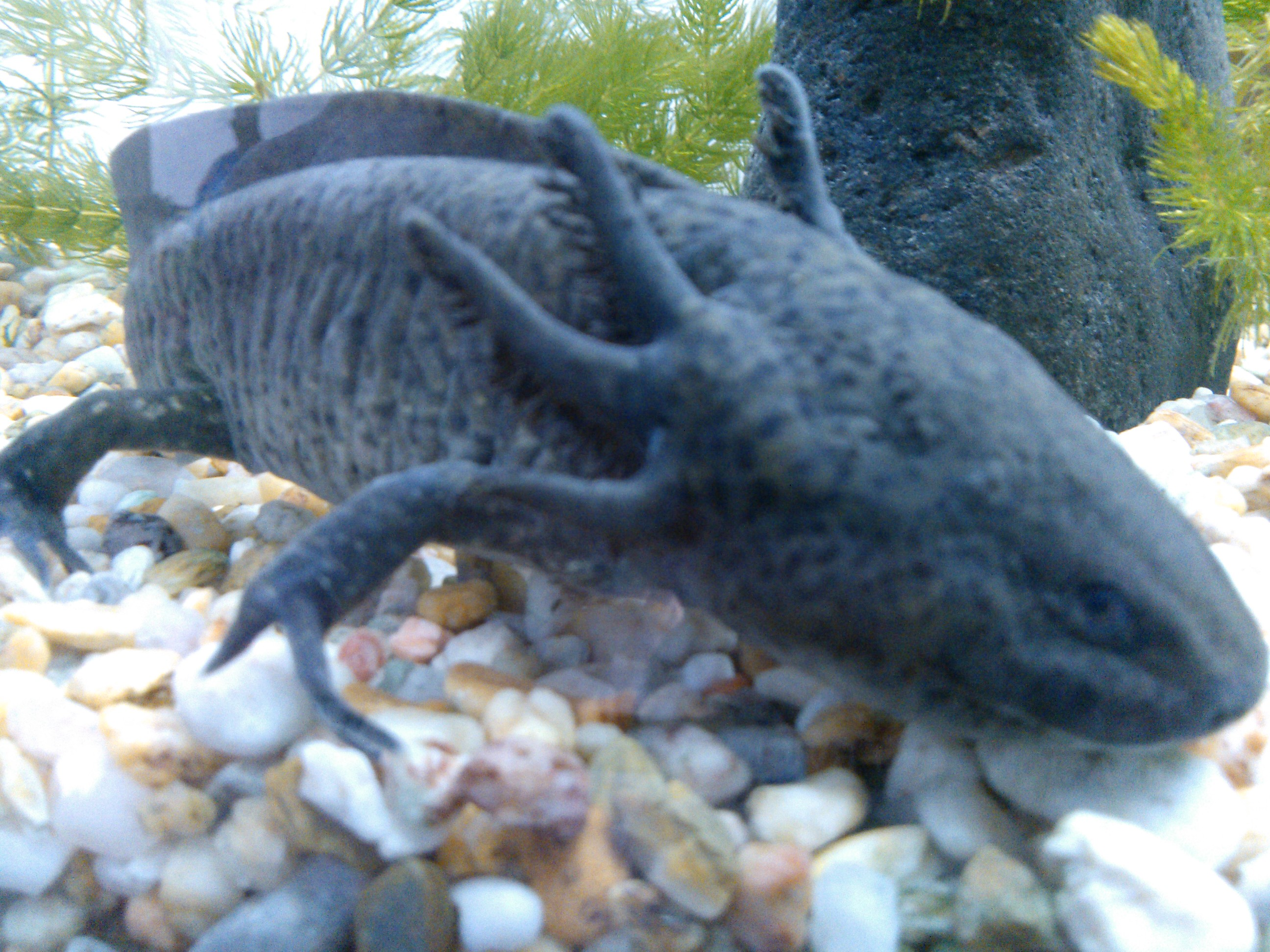
Ajolote

## Demografía
Conteo 2020, INEGI población total del municipio 69,075 personas: Hombres 32,993 Mujeres 36,082.
| Localidad          | Población |
| ------------------ | --------- |
| Total Municipio    | 69,075    |
| Cadereyta          | 12,199    |
| El Palmar          | 2,702     |
| Vizarrón de Montes | 1,952     |
| Boyé               | 1,854     |
| San Javier         | 1,692     |
| Higuerillas        | 1,473     |
| Villa Guerrero     | 1,445     |
| El Rincón          | 1,088     |
| El Doctor          | 189       |
| Charco Frío        | 481       |
| La Esperanza       | 124       |

- Comunidad Indígena El Sombrerete 450
- Comunidad Indígena El Membrillo 282
- Comunidad Indígena La Laja 418
- Comunidad Indígena El Soyatal 293
- Comunidad Indígena Boxasni

## Economía

### Agricultura
El municipio cuenta con condiciones semiáridas, mismas que dificultan el desarrollo agrícola intensivo. Sin embargo, hay siembra de temporal, específicamente de fríjol, maíz, arveja, sorgo y haba en aproximadamente 10,064 hectáreas, mismas que generalmente son para el autoconsumo. Igualmente hay cultivo de riego en 230 hectáreas, con plantíos de tomate, frijol, calabaza, maíz, chile y pepino.

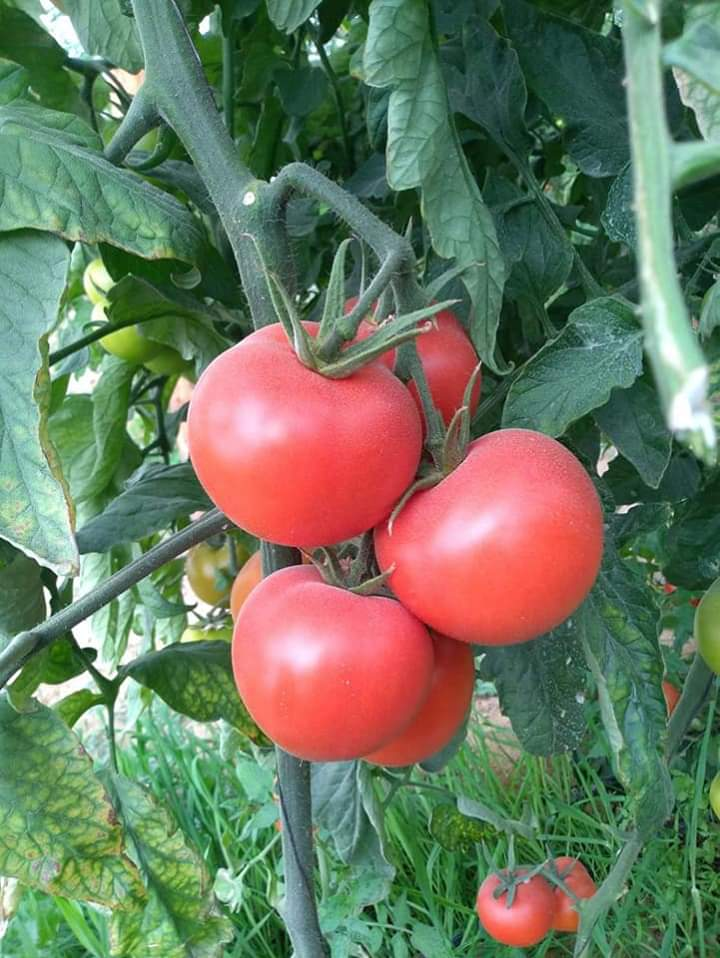
Tomate
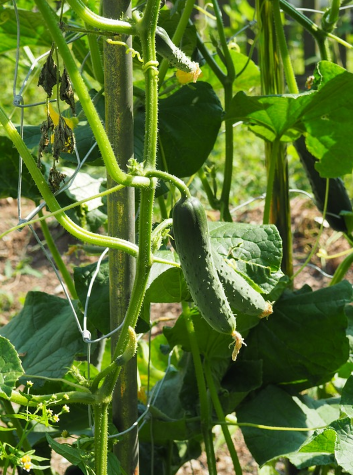
Pepino
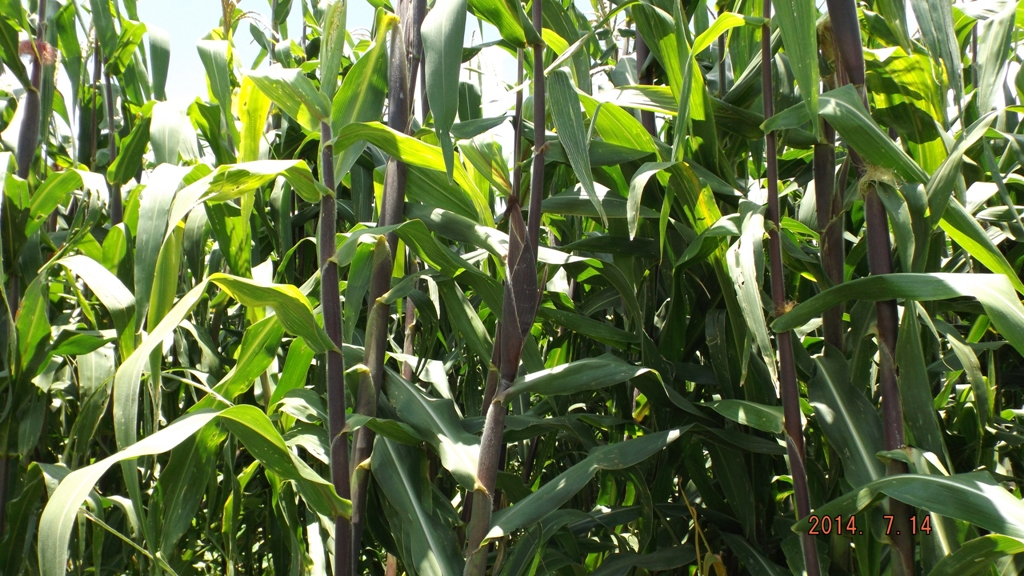
Maíz

En la mayor parte del municipio prevalecen las condiciones semiáridas que hacen imposible el desarrollo agrícola intensivo. En sólo 10 064 hectáreas de temporal se siembra básicamente maíz, frijol, sorgo, alverjón y haba, que generalmente son de autoconsumo. En cultivos de riego, apenas hay 230 hectáreas donde se produce maíz, frijol, tomate, calabacita, uva, pepino y chile.

### Ganadería
Según el Gobierno del Estado, en su periodo gubernamental de 2016-2021, informa que hay alrededor de 14,250 porcinos y 30,100 caprinos en el municipio. Además, en la comunidad de Boyé, esta actividad junto con la agricultura representa un ingreso primario en la población.
Hay unos 30 100 caprinos y 14 250 porcinos. También existe la producción pesquera, a través de cooperativas instaladas en la zona de la presa Zimapán, entre los estados de Hidalgo y Querétaro.

### Industria

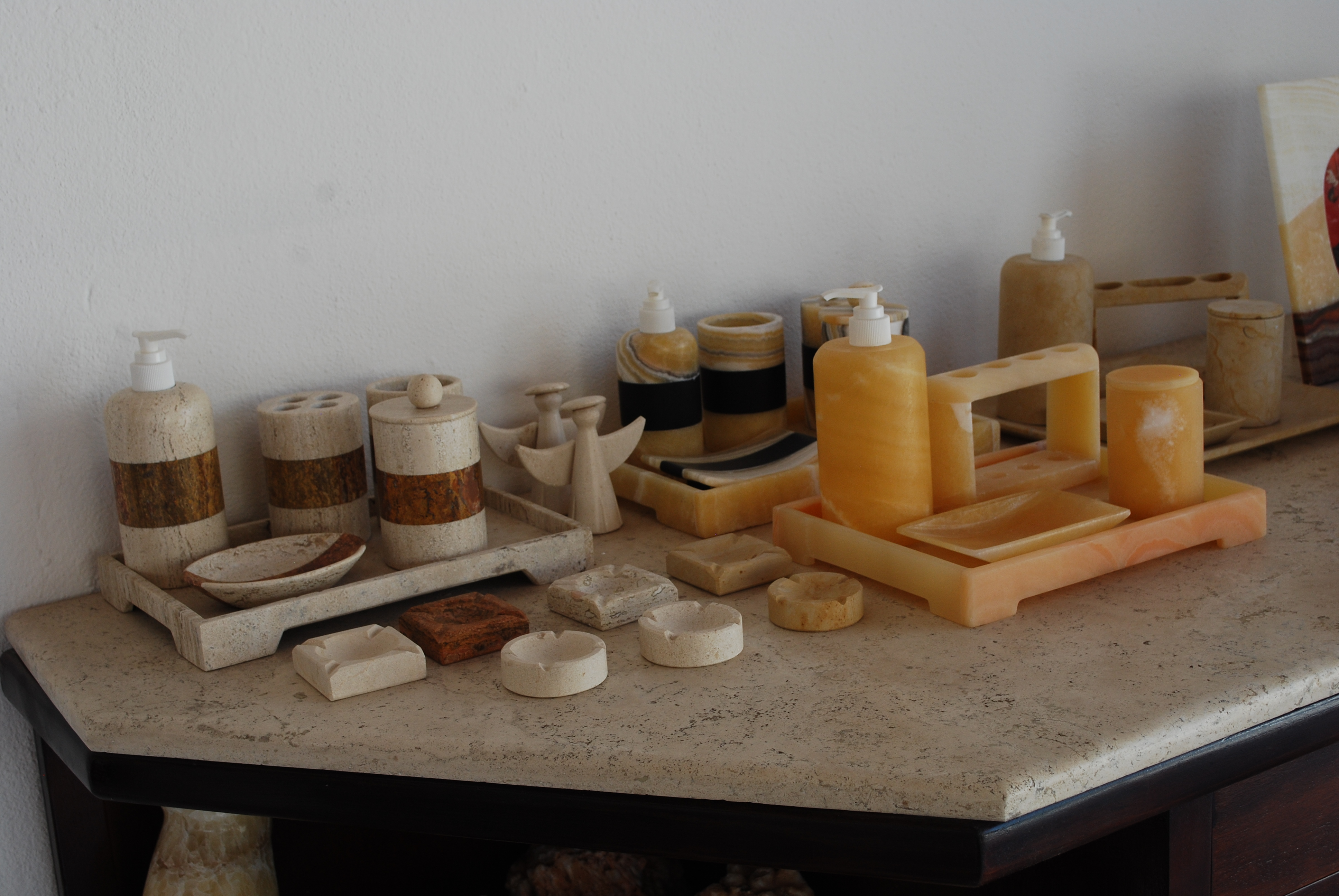
Industria mármol

El 70% de las empresas establecidas pertenecen a la rama textil, el 25% a la marmolera, la cual se genera principalmente en Vizarrón de Montes y el 5% restante a la piedra caliza.
La actividad marmolera tiene más de 30 talleres produciendo unas 3 mil toneladas diarias de mármol y sus derivados, distribuidas a diferentes puntos del país y al extranjero.
Predominan las empresas textiles, con un 70 %; el 25 % de la industria establecida se dedica al mármol y el 5 % restante a la piedra caliza. En tanto a la actividad marmolera, hay aproximadamente 30 talleres con una producción de 3 mil toneladas diarias del material y sus derivados, ubicadas en diferentes puntos a nivel nacional e internacional.

## Turismo
Cabecera municipal
Cadereyta es la entrada a la Sierra Gorda queretana; tiene una gran variedad geográfica en el sur su clima es semidesértico y en el norte tiene zonas boscosas. En Cadereyta se puede contemplar en toda su amplitud el semidesierto queretano desde la flora y fauna hasta las tradiciones y cultura. 
En este municipio se ubican  varios campos vinícolas lo cual lo hace perfecto para visitar y conocer más sobre enoturismo en Querétaro.
En 2011 fue nombrado Pueblo Mágico gracias a su historia y su magia heredada de los pueblos chichimecas, pames y jonaces, así como por sus diversos atractivos turísticos. Sus edificios tienen una arquitectura colonial que invitan a conocer más sobre la historia del lugar. 
La gastronomía de Cadereyta se caracteriza por emplear ingredientes como el garambullo, el guamichi, la tuna, la pitaya, propios del semidesierto. Así mismo, se emplean productos de origen animal y se consumen insectos como los chapulines, los gusanos de maguey y los chamueses.   El nopal en penca, platillo típico otomí también es muy popular en esta zona y se puede degustar principalmente en Cadereyta y Colón. 
- Cabecera Municipal. En el centro histórico se puede observar arquitectura colonial y edificios de estilo neoclásico y barroco construidos en el siglo XVIII. Es el lugar perfecto para pasar una tarde en familia.

- Boyé. La población de Boyé es conocida por su barbacoa y pulque, tanto así que cada año en septiembre se realiza el Festival de la Barbacoa y el Pulque en donde muchos queretanos acuden a disfrutar de la gastronomía regional y de distintos eventos culturales.

- Boyecito. En Boyecito muchos hombres, mujeres y niños se dedican a la elaboración artesanal de canastas o diferentes tipos de cestos con  sangre de grado, sabino, portuguesa, fresno y sauce.

- Isla Tzibanzá. Lujoso campamento ecotursitico que cuenta con 8 cabañas tipo safari en donde se puede pasar un fin de semana en familia y disfrutar de servicio de restaurante y bar que ofrece  desayuno, comida y cena.Cadereyta Pueblo

- Jardín Botánico Regional de Cadereyta Ing. Manuel González de Cosío. El jardín botánico  se dedica al estudio, conservación y aprovechamiento de la flora mexicana; particularmente, la del semidesierto queretano. Ofrece visitas guiadas en las que se les explica a los visitantes las características del jardín y las actividades que se realizan para preservar la flora queretana.

- Maconí. Es una pequeña comunidad rodeada por bosque y montañas por la cual corre un arroyo. Uno de sus atractivos naturales es la cascada Velo de Novia que se forma al finalizar dicho arroyo; en este sitio se puede practicar senderismo y campismo. En los límites de Cadereyta y Zimapán (Hidalgo) se encuentra una ruta de pinturas rupestres a lo largo del río Moctezuma.También se puede visitar El Mortero y el Caracol en Solares sitios cercanos a Maconí en donde se puede acampar y disfrutar de la naturaleza. Así mismo, vale la pena visitar las grutas Los Piñones.

- Planetario (Parque Cirino Anaya). Su objetivo es  ser un centro de divulgación científica y cultural enfocado en la astronomía y el aprendizaje didáctico y educación recreativa.

- Vizarrón. Vizarrón es una delegación que cuenta con mucha riqueza natural tiene una vasta vegetación en la que se pueden encontrar frutas como ciruela y granada. También es un pueblo rico en minas de mármol, sus habitantes se dan el lujo de empedrar sus calles, fuentes y andadores con este material. Se puede practicar senderismo y campismo.
- Rancho Quemado. . En la comunidad Rancho Quemado se ofrecen recorridos  y se pueden encontrar restaurantes para disfrutar de la comida de la región.

- Toluquilla. Es una zona arqueológica que fue ocupada por serranos, nombre que se les asignó ya que no se sabe cómo se autodenominaban estos pueblos. Tampoco se sabe cuál era su lenguaje ni si tenían escritura. Cuando los españoles llegaron Toluquilla ya había sido abandonada desde hace 200 años. Toluquilla significa cerro del jorobadillo o encorvadillo. El juego de pelota era de suma importancia para las culturas prehispánicas y prueba de ello es que esta zona arqueológica cuenta con 4 canchas para practicarlo.

- El Doctor. Es la delegación de Cadereyta con mayor extensión territorial. Cuenta con una zona boscosa  y con algunas de las elevaciones más altas de Cadereyta como El Mirador del Puente de El Doctor. El clima suele ser frío. Se puede realizar campismo, rapel y ciclismo de montaña. También hay cabañas en donde se puede pasar la noche.

- La Esperanza y Grutas La Esperanza. Es una delegación con mucha riqueza natural y yacimientos minerales que en la época prehispánica se aprovecharon para obtener cinabrio, pigmento de importancia cultural. Con el tiempo las características de la zona han formado grutas como Grutas La Esperanza que están a 5 minutos de la delegación y están abiertas al público.

- Presa Zimapán. Es una presa en el cauce que une al Río San Juan y el río Tula entre Cadereyta y Zimapán (Hidalgo). Tiene una capacidad aproximada de 1360 hectómetros cúbicos de agua. Se puede practicar pesca deportiva.
- Quinta Fernando Schmoll. es el invernadero de reproducción de cactáceas más importante del continente. Aquí se resguardan viejitos mexicanos y sudamericanos, sábilas africanas, biznagas, nopales y magueyes de todas las formas y tamaños imaginables, y cientos de especies de plantas suculentas más.
- Cascada Velo de Novia.
- Viña del Cielo
- Grutas La Esperanza y Los Piñones
- Iglesia de la soledad
- Ruta de pinturas rupestres
- Parroquia de San Pedro y San Pablo
- Pilancón
- Quinta Fernando Schmoll[8]

## Religión
La religión predominante en el municipio es la Iglesia católica. También existen comunidades de la Iglesia Ortodoxa en la Comunidad Indígena del Sombrerete, Membrillo, La Laja y Soyatal.
También existe la iglesia cristiana Agua de vida, en la cabecera municipal

## Gobierno
- 1 presidente municipal
- 9 regidores
- 9 delegados

Principales comisiones: de Hacienda, Comercio, Industria, Gobernación, Obras Públicas, Educación, Policía Municipal, Salud.

### Cronología de los Presidentes Municipales
| Periodo | Periodo | Nombre                                        | Partido       |
| Inicio  | Término | Nombre                                        | Partido       |
| ------- | ------- | --------------------------------------------- | ------------- |
| 1911    | 1911    | c. Pedro P. Herrera                           | (Sin Partido) |
| 1911    | 1913    | c. Francisco Rabell                           | (Sin Partido) |
| 1913    | 1913    | Mayor Jesús Escudero                          | (Sin Partido) |
| 1913    | 1913    | C. Teodocio Vargas                            | (Sin Partido) |
| 1914    | 1915    | Isauro Anaya Trejo                            | (Sin Partido) |
| 1915    | 1915    | Genaro Paz                                    | (Sin Partido) |
| 1916    | 1916    | C. Gabriel J. Córdoba                         | (Sin Partido) |
| 1916    | 1916    | C. I. Antonio Olvera Olvera                   | (Sin Partido) |
| 1917    | 1917    | C. Severiano Montes                           | (Sin Partido) |
| 1918    | 1918    | C. Emeterio Vega                              | (Sin Partido) |
| 1919    | 1919    | C. Luis Rabell T.                             | (Sin Partido) |
| 1920    | 1920    | C. Daniel Vega G.                             | (Sin Partido) |
| 1920    | 1921    | C. Teófilo D. Herrera                         | (Sin Partido) |
| 1921    | 1921    | C. Luis Ocampo O.                             | (Sin Partido) |
| 1921    | 1921    | C. José María de la Torre                     | (Sin Partido) |
| 1921    | 1921    | C. Mauricio Amaya Trejo                       | (Sin Partido) |
| 1923    | 1923    | C. Miguel Reséndiz                            | (Sin Partido) |
| 1924    | 1924    | C. José Hernández L.                          | (Sin Partido) |
| 1924    | 1924    | C. Francisco Solano                           | (Sin Partido) |
| 1924    | 1925    | Prof. Jesús Ocampo O                          | (Sin Partido) |
| 1925    | 1926    | C. Alfredo Nieto                              | (Sin Partido) |
| 1926    | 1927    | C. Artemio Martínez                           | (Sin Partido) |
| 1927    | 1927    | C. Rodolfo Nieto Castro                       | (Sin Partido) |
| 1928    | 1928    | C. José M. Flores                             | (Sin Partido) |
| 1928    | 1928    | C. Salvador Rabell T.                         | (Sin Partido) |
| 1928    | 1930    | C. José Nieto                                 | (Sin Partido) |
| 1930    | 1930    | C. Ricardo Olvera                             | (Sin Partido) |
| 1930    | 1930    | C. Manuel Velázquez                           | (Sin Partido) |
| 1930    | 1930    | Lic. Juan E. Paz                              | (Sin Partido) |
| 1930    | 1931    | C. Luis Delgado A.                            | (Sin Partido) |
| 1931    | 1931    | C. Crisóforo Vega                             | (Sin Partido) |
| 1932    | 1934    | C. Severiano Montes                           | (Sin Partido) |
| 1934    | 1934    | C. Enrique Montes D.                          | (Sin Partido) |
| 1935    | 1937    | C. Cirino Trejo R.                            | (Sin Partido) |
| 1937    | 1937    | C. Prócoro Montes                             | (Sin Partido) |
| 1938    | 1939    | C. J. Guadalupe Olvera Ortega                 | (Sin Partido) |
| 1939    | 1940    | C. Celerino Muñoz                             | (Sin Partido) |
| 1941    | 1941    | C. Severiano Badillo                          | (Sin Partido) |
| 1941    | 1943    | C. José C. Novoa S.                           | (Sin Partido) |
| 1943    | 1945    | C. Ciro Barrera Espíndola                     | (Sin Partido) |
| 1945    | 1946    | C. José Pérez Solórzano                       | (Sin Partido) |
| 1946    | 1949    | C. Antonio Velázquez V.                       |               |
| 1949    | 1950    | C. Juan Vega Olvera                           |               |
| 1950    | 1950    | C. Eulalio Muñoz C.                           |               |
| 1950    | 1952    | C. J. Guadalupe Olvera Ortega                 |               |
| 1952    | 1952    | C. R. Antonio Velázquez V.                    |               |
| 1952    | 1955    | C. Salvador Huerta Vega                       |               |
| 1955    | 1955    | C. Francisco Vega Reséndiz                    |               |
| 1955    | 1957    | C. Ciro Barrera Espíndola                     |               |
| 1957    | 1958    | C. Luis Anaya Trejo (interino)                |               |
| 1958    | 1961    | C. J. Jesús Ledesma Olvera                    |               |
| 1961    | 1964    | C. José Pérez Solórzano                       |               |
| 1964    | 1967    | C. Humberto Olvera Trejo                      |               |
| 1970    | 1973    | Luis Hitler Velázquez Olvera                  |               |
| 1973    | 1976    | Emiliano Muñoz Mejía                          |               |
| 1976    | 1979    | Francisco Javier Díaz Reséndiz                |               |
| 1979    | 1982    | Roberto Velázquez Olvera                      |               |
| 1982    | 1985    | Gisela Zamorano Guerrero                      |               |
| 1985    | 1988    | Antonio Pérez Trejo                           |               |
| 1988    | 1991    | Fernando Barrera Salinas                      |               |
| 1991    | 1994    | Luis Hitler Velázquez Olvera                  |               |
| 1994    | 1997    | Alejandro Hernández Olvera                    |               |
| 1997    | 2000    | Mercedes Loustalot Laclette Villarreal        |               |
| 2000    | 2003    | Miguel Martínez Peñaloza                      |               |
| 2003    | 2006    | Mario Vázquez Morán                           |               |
| 2006    | 2009    | Abelardo Antonio Ledesma Fregoso              |               |
| 2009    | 2009    | Ana Ma. Eréndira Velázquez Barrera (interina) |               |
| 2009    | 2012    | Antonio Pérez Barrera                         | (Sin Partido) |
| 2012    | 2015    | Rodrigo Mejía Hernández                       |               |
| 2015    | 2018    | León Enrique Bolaño Mendoza                   |               |
| 2018    | 2018    | Cuauhtémoc Morales Olvera(interino)           |               |
| 2018    | 2021    | León Enrique Bolaño Mendoza(reelección)       |               |
| 2021    | 2024    | Miguel Martínez Peñaloza(segunda elección)    |               |
| 2024    | 2024    | Celina Hernández Alegría(Interina)            |               |
| 2024    | 2027    | Astrid Alejandra Ortega Vázquez               |               |

### Diputados
- Leticia Rubio Montes (PAN) diputada local por el XIV Distrito
- Sonia Rocha Acosta (PAN) diputada federal por el I Distrito

Cadereyta se encuentra representado en el Congreso del Estado por los diputados del 14.º Distrito, y en el Congreso de la Unión por los diputados del 1.er Distrito Electoral Federal del Estado de Querétaro.